# 金凱德
金凱德（2001年2月10日—），台灣女演員，伊林娛樂旗下女藝人，台美混血 。伊林璀璨之星第五屆總冠軍、花漾少女組冠軍。
爸爸是美國人，媽媽是台灣人。有著混血臉龐的金凱德，奪下了該年的年度總冠軍，因此展開了她的演藝之路。隔月她穿著景美女中制服，與同學一起搭捷運被偷拍，照片登上PTT「表特板」，引起討論，日前這張照片又被翻出瘋傳，激似昆凌與許瑋甯混合體的五官讓鄉民全都戀愛了，她也被封為「捷運女神」。

## 演出作品

### 電視劇
| 年份 | 播出頻道          | 劇名                   | 飾演       |
| ---- | ----------------- | ---------------------- | ---------- |
| 2017 | 中天電視台        | 這些年那些事           | 羅琳       |
| 2017 | 緯來電影台        | 飆風老爹               | 薇微       |
| 2018 | （網路劇）        | 繪梨醬的告白日記       | 小鳥遊繪梨 |
| 2019 | 公視              | 噬罪者                 | 潘天愛     |
| 2019 | 优酷              | 你是我眼中的山川和海洋 | 陸畫畫     |
| 2020 | Vidol、三立都會台 | 位！你在等我嗎？       | Rebecca    |
| 2021 | 爱奇藝            | 靈魂擺渡·南洋傳說      | 奥利维亚   |

### 電影
| 年份 | 片名     | 飾演 |
| ---- | -------- | ---- |
| 2020 | 震撼擂台 | AMY  |

### 音樂錄影帶
| 年份 | 歌手   | 歌名     | 導演   |
| ---- | ------ | -------- | ------ |
| 2019 | 陳立農 | 專屬合約 | 比爾賈 |

## 外部連結
- 金凱德的Facebook專頁
- 金凱德的Instagram帳戶
- 金凱德的新浪微博